# Nézőszámok listája a világ profi sportligáiban
Az alábbi lista a világ sportligáit rangsorolja nézőszám szerint az utolsó elérhető adatok alapján. Tízmilliós teljes nézőszám felett a lista valószínűleg teljes, ez alatt azonban akár jelentősen is hiányos lehet.

## Első 15 férfi liga a teljes nézőszám alapján
| Liga                            | Sport            | Ország               | Szezon    | Csapatszám | Meccsszám | Átlag befogadóképesség | Átlag nézőszám | Átlag nézőszámszázalék (%) | Teljes nézőszám | Forrás |
| ------------------------------- | ---------------- | -------------------- | --------- | ---------- | --------- | ---------------------- | -------------- | -------------------------- | --------------- | ------ |
| Major League Baseball           | Baseball         | USA/Kanada           | 2018      | 30         | 2 430     | 43 103                 | 28 830         | 66,89                      | 69 625 244      | [ 1 ]  |
| Nippon Professional Baseball    | Baseball         | Japán                | 2018      | 12         | 856       | 36 166                 | 29 785         | 82,36                      | 25 496 250      | [ 2 ]  |
| National Hockey League          | Jégkorong        | USA/Kanada           | 2017–2018 | 31         | 1 271     | 18 332 *               | 17 446         | 95,17                      | 22 174 362      | [ 3 ]  |
| National Basketball Association | Kosárlabda       | USA/Kanada           | 2017–2018 | 30         | 1 230     | 19 122 *               | 17 987         | 94,06                      | 22 124 559      | [ 4 ]  |
| National Football League        | Amerikai futball | USA                  | 2018      | 32         | 256       | 69 800                 | 67 100         | 96,13                      | 17 177 581      | [ 5 ]  |
| Premier League                  | Labdarúgás       | Anglia/Wales         | 2017–2018 | 20         | 380       | 38 519 *               | 38 274         | 99,36                      | 14 505 999      | [ 6 ]  |
| Bundesliga                      | Labdarúgás       | Németország          | 2017–2018 | 18         | 306       | 48 791                 | 44 646         | 91,50                      | 13 661 796      | [ 7 ]  |
| Minor League Baseball (AAA)     | Baseball         | USA                  | 2018      | 30         | 2 023     | 11 149                 | 6 615          | 59,33                      | 13 381 926      | [ 8 ]  |
| EFL Championship                | Labdarúgás       | Anglia/Wales         | 2017–2018 | 24         | 552       | 28 087                 | 20 489         | 72,95                      | 11 309 726      | [ 9 ]  |
| La Liga                         | Labdarúgás       | Spanyolország        | 2017–2018 | 20         | 380       | 39 532                 | 26 842         | 67,90                      | 10 173 142      | [ 10 ] |
| Serie A                         | Labdarúgás       | Olaszország          | 2017–2018 | 20         | 380       | 41 174                 | 24 767         | 60,15                      | 9 411 539       | [ 11 ] |
| Minor League Baseball (AA)      | Baseball         | USA                  | 2018      | 30         | 1 992     | 7 545                  | 4 371          | 57,93                      | 8 706 802       | [ 12 ] |
| Ligue 1                         | Labdarúgás       | Franciaország/Monaco | 2017–2018 | 20         | 380       |                        | 22 524         |                            | 8 559 056       | [ 13 ] |
| Major League Soccer             | Labdarúgás       | USA/Kanada           | 2018      | 23         | 391       | 22 863                 | 21 873         | 95,67                      | 8 552 503       | [ 14 ] |
| Canadian Hockey League          | Junior jégkorong | Kanada/USA           | 2015–2016 | 60         | 2 084     | 6 645                  | 3 967          | 59,70                      | 8 267 924       |        |

* Kizárólag ülőhelyek

## Női ligák teljes nézőszám alapján
| Liga                                    | Sport            | Ország     | Szezon    | Csapatszám | Meccsszám | Átlag nézőszám | Teljes nézőszám | Források |
| --------------------------------------- | ---------------- | ---------- | --------- | ---------- | --------- | -------------- | --------------- | -------- |
| Women’s National Basketball Association | Női kosárlabda   | USA        | 2017      | 12         | 204       | 7 716          | 1 574 078       | [ 16 ]   |
| National Women’s Soccer League          | Labdarúgás       | USA        | 2018      | 9          | 108       | 6 024          | 650 562         | [ 17 ]   |
| Liga MX Femenil                         | Labdarúgás       | Mexikó     | 2017      | 16         | 118       | 3 492          | 412 006         | [ 18 ]   |
| AFL Women’s                             | Ausztrál futball | Ausztrália | 2019      | 10         | 38        | 6 626          | 251 792         | [ 19 ]   |
| W-League                                | Labdarúgás       | Ausztrália | 2017–2018 | 9          | 54        | 2 122          | 114 604         | [ 20 ]   |

## Átlag nézőszám alapján

### Kültéri sportok
| Liga                                           | Sport               | Ország                                                           | Szezon    | Csapatok | Meccsek | Teljes nézőszám | Átlag nézőszám | Forrás |
| ---------------------------------------------- | ------------------- | ---------------------------------------------------------------- | --------- | -------- | ------- | --------------- | -------------- | --- |
| National Football League                       | Amerikai futball    | Egyesült Államok                                                 | 2007      | 32       | 256     | 17 341 012      | 67 738         | [ 21 ] |
| Indian Premier League                          | Krikett (Twenty20)  | India                                                            | 2008      | 8        | 59      | 3 422 000       | 58 000         | [ 22 ] [ 23 ] |
| Bundesliga                                     | Labdarúgás          | Németország                                                      | 2008-09   | 18       | 306     | 12 825 811      | 41 914         | [ 24 ] |
| Australian Football League                     | Ausztrál futball    | Ausztrália                                                       | 2009      | 16       | 176     | 6 370 350       | 36 195         | Csak az alapszezon. 2009-ben a döntősorozat 9 mérkőzésére 616 035-en, meccsenként átlagosan 68 448-an látogattak el. Ezt is hozzáadva az alapszakaszhoz, a liga teljes nézőszáma 6 986 385, átlagos nézőszáma 37 776 volt. |
| Premier League                                 | Labdarúgás          | Anglia                                                           | 2008-09   | 20       | 380     | 13 527 703      | 35 599         | [ 26 ] |
| Major League Baseball                          | Baseball            | Egyesült Államok (1 klub in Kanada)                              | 2009      | 30       | 2 431   | 73 418 479      | 30 201         | [ 27 ] |
| Canadian Football League                       | Kanadai futball     | Kanada                                                           | 2008      | 8        | 72      | 2 100 016       | 29 206         | [ 28 ] |
| La Liga                                        | Labdarúgás          | Spanyolország                                                    | 2007-08   | 20       | 380     | 11 067 120      | 29 124         | [ 29 ] |
| NPB                                            | Baseball            | Japán                                                            | 2009      | 12       | 846     | 22 399 679      | 26 477         | |
| Primera División de México                     | Labdarúgás          | Mexikó                                                           | 2006-07   | 18       | 306     | 7 766 000       | 25 379         | TIGRES Sitio Oficial Archiválva 2009. február 13-i dátummal a Wayback Machine-ben |
| Serie A                                        | Labdarúgás          | Olaszország                                                      | 2008-09   | 20       | 380     | 9 517 100       | 25 045         | [ 30 ] |
| Super 14                                       | Uniós rögbi         | Új-Zéland (5 csapat) Dél-Afrika (5 csapat) Ausztrália (4 csapat) | 2008      | 14       | 94      | 2 021 376       | 21 504         | |
| Ligue 1                                        | Labdarúgás          | Franciaország (1 klub Monacóban)                                 | 2008–09   | 20       | 380     | 7 998 827       | 21 050         | [ 31 ] |
| Primera División Argentina                     | Labdarúgás          | Argentína                                                        | 2008      | 20       | 380     | 7 936 540       | 20 886         | [ 32 ] |
| Eredivisie                                     | Labdarúgás          | Hollandia                                                        | 2008-09   | 18       | 306     | 6 067 288       | 19 827         | [ 33 ] |
| J. League 1                                    | Labdarúgás          | Japán                                                            | 2008      | 18       | 306     | 5 899 063       | 19 278         | [ 34 ] |
| KFC Twenty20 Big Bash                          | Krikett             | Ausztrália                                                       | 2009-10   | 6        | 17      | 308 590         | 18 153         | [ 35 ] |
| Football League Championship                   | Labdarúgás          | Anglia (2 klub Walesben)                                         | 2008-09   | 24       | 552     | 9 875 832       | 17 891         | [ 36 ] |
| Campeonato Brasileiro Série A                  | Labdarúgás          | Brazília                                                         | 2009      | 20       | 380     | 6 494 792       | 17 601         | |
| Chinese Super League                           | Labdarúgás          | Kína                                                             | 2009      | 16       | 240     | 3 955 626       | 16 482         | [ 37 ] |
| National Rugby League                          | Ligarögbi           | Ausztrália (1 klub Új-Zélandon)                                  | 2009      | 16       | 192     | 3 084 481       | 16 065         | Regular season only |
| Major League Soccer                            | Labdarúgás          | Egyesült Államok (1 klub Kanadában)                              | 2009      | 15       | 225     | 3 608 359       | 16 037         | [ 38 ] |
| Bundesliga 2                                   | Labdarúgás          | Németország                                                      | 2008–09   | 18       | 306     | 4 758 337       | 15 550         | [ 39 ] |
| Scottish Premier League                        | Labdarúgás          | Skócia                                                           | 2007-08   | 12       | 228     | 3 400 567       | 14 915         | Football365.com |
| Török Szuperliga                               | Labdarúgás          | Törökország                                                      | 2006-07   | 18       | 306     | 4 301 748       | 14 058         | [ 30 ] |
| Orosz labdarúgó-bajnokság (első osztály)       | Labdarúgás          | Oroszország                                                      | 2008      | 16       | 240     | 3 200 240       | 13 334         | [ 30 ] |
| A-League                                       | Labdarúgás          | Ausztrália (1 klub in Új-Zéland)                                 | 2008-09   | 8        | 90      | 1 166 966       | 12 966         | Regular season only |
| Liga Indonesia                                 | Labdarúgás          | Indonézia                                                        | 2007-08   | 18       | 306     | 3 835 098       | 12 533         | Periodismo de fútbol internacional |
| Top 14                                         | Uniós rögbi         | Franciaország                                                    | 2008–09   | 14       | 182     | 2 203 526       | 12 107         | [ 40 ] |
| Algerian Championnat National                  | Labdarúgás          | Algéria                                                          | 2007-08   | 18       | 306     | 3 698 928       | 12 088         | Periodismo de fútbol internacional |
| Guinness Premiership                           | Uniós rögbi         | Anglia                                                           | 2008–09   | 12       | 132     | 1 543 920       | 11 786         | [ 41 ] |
| Currie Cup                                     | Uniós rögbi         | Dél-Afrika                                                       | 2004      | 8        |         |                 | 11 433         | |
| Jupiler Liga                                   | Labdarúgás          | Belgium                                                          | 2007-08   | 18       | 306     | 3 478 914       | 11 369         | [ 30 ] |
| K-League                                       | Labdarúgás          | Dél-Korea                                                        | 2009      | 15       | 210     | 2 357 460       | 11 226         | calculated from match records in the K-League official site(In Korean) |
| Korea Baseball Organization                    | Baseball            | Dél-Korea                                                        | 2009      | 8        | 481     | 5 925 285       | 11 138         | Korea Baseball Organization |
| Svájci Szuperliga                              | Labdarúgás          | Svájc                                                            | 2007-08   | 10       | 180     | 1 965 060       | 10 917         | [ 30 ] |
| Speedway Ekstraliga                            | Motorcycle speedway | Lengyelország                                                    | 2009      | 8        | 72      | 767 000         | 10 652         | [ 42 ] |
| Norvég Első Liga                               | Labdarúgás          | Norvégia                                                         | 2007      | 14       | 182     | 1 899 834       | 10 438         | [ 30 ] |
| Liga Sagres                                    | Labdarúgás          | Portugália                                                       | 2008-09   | 16       | 240     | 2 493 658       | 10 390         | [ 43 ] |
| V-Liga                                         | Labdarúgás          | Vietnám                                                          | 2009      | 12       | 182     |                 | 10 326         | Vietnam Football Federation |
| Allsvenskan                                    | Labdarúgás          | Svédország                                                       | 2007      | 16       | 182     | 1 866 956       | 10 258         | [ 30 ] |
| KFC Twenty20 Big Bash                          | Krikett             | Ausztrália                                                       | 2008-09   | 6        | 17      | 172 935         | 10 172         | [ 44 ] |
| Categoría Primera A                            | Labdarúgás          | Kolumbia                                                         | 2009      | 18       | 214     | 2 082 862       | 9 733          | Futbol Colambiano |
| United Football League                         | Amerikai futball    | Egyesült Államok                                                 | 2009      | 4        | 12      | 116 132         | 9 678          | [ 45 ] |
| Osztrák Bundesliga                             | Labdarúgás          | Ausztria                                                         | 2007-08   | 10       | 180     | 1 680 840       | 9 338          | [ 30 ] |
| Super League                                   | Ligarögbi           | Anglia (1 club in Franciaország, 1 club in Wales)                | 2009      | 14       | 202     | 1 792 536       | 9 336          | Match reports at official Super League site |
| Iráni Pro Liga                                 | Labdarúgás          | Irán                                                             | 2008-09   | 18       | 305     | 2 811 000       | 9 216          | IPLstats.com |
| Ukrán Első Liga                                | Labdarúgás          | Ukrajna                                                          | 2006-07   | 16       | 240     | 2 172 480       | 9 052          | [ 30 ] |
| Dán Szuperliga                                 | Labdarúgás          | Dánia                                                            | 2008-09   | 12       | 198     | 1 745 172       | 8 814          | european-football-statistics.co.uk |
| Ligue 2                                        | Labdarúgás          | Franciaország                                                    | 2008–09   | 20       | 380     | 3 267 769       | 8 599          | [ 47 ] |
| Magners League                                 | Uniós rögbi         | Írország/Skócia/Wales                                            | 2008-09   | 10       | 90      | 731 328         | 8 126          | Magners League |
| Segunda División                               | Labdarúgás          | Spanyolország                                                    | 2007-08   | 22       | 462     | 3 747 744       | 8 112          | [ 30 ] |
| Football League One                            | Labdarúgás          | Anglia                                                           | 2008-09   | 24       | 552     | 4 594 848       | 8 324          | |
| Görög Szuperliga                               | Labdarúgás          | Görögország                                                      | 2008-09   | 16       | 252     | 1 920 744       | 7 622          | [ 30 ] |
| Premier Soccer League                          | Labdarúgás          | Dél-afrikai Köztársaság                                          | 2008-09   | 16       | 240     | 1 806 249       | 7 526          | ESPNsoccernet Archiválva 2008. szeptember 7-i dátummal a Wayback Machine-ben |
| Üzbég Liga                                     | Labdarúgás          | Üzbegisztán                                                      | 2009      | 16       | 240     | 1 760 659       | 7 336          | UFF Official site |
| Ekstraklasa                                    | Labdarúgás          | Lengyelország                                                    | 2007-08   | 16       | 240     | 1 758 960       | 7 329          | [ 30 ] |
| Campeonato Brasileiro Série B                  | Labdarúgás          | Brazília                                                         | 2007      | 20       | 380     | 2 678 318       | 7 219          | |
| Air New Zealand Cup                            | Uniós rögbi         | Új-Zéland                                                        | 2008      | 14       | 77      | 554 663         | 7 203          | nzrugbyworld.com |
| J. League 2                                    | Labdarúgás          | Japán                                                            | 2008      | 15       | 315     | 2 227 570       | 7 072          | J. League |
| Maláj Szuperliga                               | Labdarúgás          | Malajzia                                                         | 2008      | 14       | 182     | 1 258 348       | 6 914          | Periodismo de fútbol internacional |
| Twenty20 Cup                                   | Krikett (Twenty20)  | Anglia (1 csapat Walesben)                                       | 2005      | 18       | 79      | 544 820         | 6 896          | ecb.co.uk - small adjustment for apparent mathematical error |
| International League                           | Baseball            | Egyesült Államok                                                 | 2005      | 14       | 1 008   | 6 687 496       | 6 634          | and official site for number of games |
| Pacific Coast League                           | Baseball            | Egyesült Államok                                                 | 2005      | 16       | 1 145   | 7 346 408       | 6 415          | and official site for number of games |
| GNF 1                                          | Labdarúgás          | Marokkó                                                          | 2007-08   | 16       | 240     | 1 486 800       | 6 195          | GNF Stats |
| Liga de Fútbol Profesional Boliviano           | Labdarúgás          | Bolívia                                                          | 2008      | 12       | 122     | 750 056         | 6 148          | Periodismo de fútbol internacional |
| Divizia A                                      | Labdarúgás          | Románia                                                          | 2008-09   | 18       | 306     | 1 849 464       | 6 044          | [ 30 ] |
| Serie B                                        | Labdarúgás          | Olaszország                                                      | 2007-08   | 22       | 462     | 2 784 012       | 6 026          | [ 30 ] |
| Speedway First League                          | Motorcycle speedway | Lengyelország                                                    | 2009      | 8        | 71      | 414 300         | 5 835          | [ 42 ] |
| Primera División (Chile)                       | Labdarúgás          | Chile                                                            | 2009      | 18       | 329     | 1 833 853       | 5 574          | www.football-lineups.com |
| Major League Lacrosse                          | Field Lacrosse      | Egyesült Államok (1 csapat Kanadában)                            | 2009      | 6        | 36      | 200 076         | 5 557          | Pointstreak.com |
| Regionalliga Nord                              | Labdarúgás          | Németország                                                      | 2007-08   | 19       | 342     | 1 864 900       | 5 453          | Archiválva 2011. július 22-i dátummal a Wayback Machine-ben |
| Gambrinus liga                                 | Labdarúgás          | Csehország                                                       | 2007-08   | 16       | 240     | 1 235 280       | 5 147          | [ 30 ] |
| Texas League                                   | Baseball            | Egyesült Államok                                                 | 2005      | 8        | 560     | 2 834 335       | 5 061          | and official site for number of games |
| Israeli Premier League                         | Labdarúgás          | Izrael                                                           | 2008–09   | 12       | 198     | 1 050 390       | 5 305          | [ 30 ] |
| Rugby Pro D2                                   | Uniós rögbi         | Franciaország                                                    | 2008–09   | 16       | 240     | 1 103 050       | 4 596          | [ 48 ] |
| USL First Division                             | Labdarúgás          | Egyesült Államok/Kanada                                          | 2007      | 11       | 168     | 783 999         | 4 420          | kenn.com |
| Eastern League                                 | Baseball            | Egyesült Államok                                                 | 2005      | 12       | 852     | 3 944 195       | 4 629          | and official site for number of games |
| Kazah Szuperliga                               | Labdarúgás          | Kazahsztán                                                       | 2004-05   | 16       | 240     | 1 049 760       | 4 374          | [ 30 ] |
| Top League                                     | Uniós rögbi         | Japán                                                            | 2004-05   | 14       | 66      | 287 788         | 4 360          | Top League |
| Kínai Első Liga                                | Labdarúgás          | Kína                                                             | 2009      | 13       | 156     | 671 793         | 4 306          | [ 49 ] |
| Orosz labdarúgó-bajnokság (másodosztály)       | Labdarúgás          | Oroszország                                                      | 2007      | 22       | 462     | 1 943 690       | 4 207          | rsssf |
| Orosz Bandy Liga                               | Bandy (orosz hoki)  | Oroszország                                                      | 2005-06   | 22       | 376     | 1 554 760       | 4 135          | |
| Football League Two                            | Labdarúgás          | Anglia                                                           | 2008-09   | 24       | 552     | 2 631 936       | 4 768          | |
| Pioneer League                                 | Baseball            | Egyesült Államok                                                 | 2005      | 8        | 152     | 616 332         | 4 055          | and official site for number of games |
| Campeonato Brasileiro Série C                  | Labdarúgás          | Brazília                                                         | 2007      | 64       | 392     | 1 512 567       | 3 929          | |
| Northern League                                | Baseball            | Egyesült Államok/Kanada                                          | 2005      | 6        | 373     | 1 465 320       | 3 928          | Northern League |
| Liga Mexicana del Pacífico                     | Baseball            | Mexikó                                                           | 2005      | 8        | 864     | 322 958         | 3 844          | msl.com.my |
| SANFL                                          | Ausztrál futball    | Ausztrália                                                       | 2008      | 9        | 102     | 362 209         | 3 773          | Archiválva 2008. december 8-i dátummal a Wayback Machine-ben |
| CPBL                                           | Baseball            | Tajvan                                                           | 2009      | 4        | 240     | 898 278         | 3 742          | zxc22.idv.tw |
| Midwest League                                 | Baseball            | Egyesült Államok                                                 | 2005      | 14       | 977     | 3 486 775       | 3 569          | and official site for number of games |
| Southern League                                | Baseball            | Egyesült Államok                                                 | 2005      |          | 687     | 2 416 231       | 3 517          | and official site for number of games |
| New York - Penn League                         | Baseball            | Egyesült Államok                                                 | 2005      |          | 528     | 1 789 962       | 3 390          | and official site for number of games |
| Eerste Divisie                                 | Labdarúgás          | Hollandia                                                        | 2008-09   | 20       | 380     | 1 279 278       | 3 367          | [ 33 ] |
| South Atlantic League                          | Baseball            | Egyesült Államok                                                 | 2005      | 16       | 1 098   | 3 541 992       | 3 225          | and official site for number of games |
| County Cricket Championships                   | Krikett             | Anglia/Wales                                                     | 2005      |          | 144     | 462 919         | 3 215          | [Wisden 2006] |
| Lengyel labdarúgó-bajnokság (másodosztály)     | Labdarúgás          | Lengyelország                                                    | 2007-08   |          | 305     | 965 935         | 3 167          | [ 30 ] |
| Prva HNL                                       | Labdarúgás          | Horvátország                                                     | 2006-07   |          | 198     | 598 158         | 3 021          | Premier League of Bosnia and Herzegovina |
| Corgoň Liga                                    | Labdarúgás          | Szlovákia                                                        | 2008-09   |          | 216     | 649 944         | 3 009          | [ 30 ] |
| Veikkausliiga                                  | Labdarúgás          | Finnország                                                       | 2007      |          | 182     | 541 632         | 2 976          | [ 30 ] |
| Northwest League                               | Baseball            | Egyesült Államok/Kanada                                          | 2005      |          | 304     | 879 738         | 2 894          | and official site for number of games |
| Bolgár labdarúgó-bajnokság (első osztály)      | Labdarúgás          | Bulgária                                                         | 2008-09   |          | 240     | 686 880         | 2 862          | [ 30 ] |
| Carolina League                                | Baseball            | Egyesült Államok                                                 | 2005      |          | 561     | 1 589 346       | 2 833          | and official site for number of games |
| Soproni Liga                                   | Labdarúgás          | Magyarország                                                     | 2008-09   |          | 240     | 678 240         | 2 826          | european-football-statistics.co.uk |
| Protáthlima Marfín Laikí                       | Labdarúgás          | Ciprus                                                           | 2007-08   |          | 182     | 498 316         | 2 738          | [ 30 ] |
| Jelen SuperLiga                                | Labdarúgás          | Szerbia                                                          | 2008-09   |          | 192     | 519 948         | 2 851          | european-football-statistics.co.uk Archiválva 2010. január 1-i dátummal a Wayback Machine-ben |
| Speedway Second League                         | Motorcycle speedway | Lengyelország                                                    | 2009      | 7        | 56      | 143 600         | 2 564          | [ 42 ] |
| Regionalliga Süd                               | Labdarúgás          | Németország                                                      | 2007-08   | 18       | 306     | 775 651         | 2 535          | Archiválva 2009. május 17-i dátummal a Wayback Machine-ben |
| Fehérorosz labdarúgó-bajnokság (első osztály)  | Labdarúgás          | Fehéroroszország                                                 | 2007      | 16       | 240     | 594 000         | 2 475          | [ 30 ] |
| Skót labdarúgó-bajnokság (másodosztály)        | Labdarúgás          | Skócia                                                           | 2007-08   |          | 180     | 431 984         | 2 400          | Football365.com |
| Albán labdarúgó-bajnokság (másodosztály)       | Labdarúgás          | Albánia                                                          | 2003-04   | 10       |         |                 | 2 366          | [ 30 ] |
| WAFL                                           | Ausztrál futball    | Ausztrália                                                       | 2008      | 9        | 94      | 219 205         | 2 332          | |
| California League                              | Baseball            | Egyesült Államok                                                 | 2005      |          | 698     | 1 580 563       | 2 264          | and official site for number of games |
| BiH Premijer Liga A                            | Labdarúgás          | Bosznia-Hercegovina                                              | 2006-07   | 16       | 240     | 536 880         | 2 237          | [ 30 ] |
| Malaysia Premier League                        | Labdarúgás          | Malajzia                                                         | 2005      |          | 168     | 372 624         | 2 218          | msl.com.my |
| RFU Championship                               | Uniós rögbi         | Anglia                                                           | 2009-10   | 12       | 132     | 287 262         | 2 176          | |
| Superettan                                     | Labdarúgás          | Svédország                                                       | 2006      |          | 168     | 353 640         | 2 105          | |
| Ír labdarúgó-bajnokság (első osztály)          | Labdarúgás          | Írország                                                         | 2009      | 10       |         |                 | 2 044          | european-football-statistics.co.uk |
| Nationwide Conference                          | Labdarúgás          | Anglia (1 klub Wales)                                            | 2004-05   |          | 462     | 913 898         | 1 978          | ESPN Soccernet Archiválva 2005. április 20-i dátummal a Wayback Machine-ben |
| Co-operative Championship                      | Ligarögbi           | Anglia (1 csapat Franciaország)                                  | 2009      | 11       | 116     | 217 165         | 1 872          | Games except for Grand Final: Rugby Football League Grand Final: |
| Frontier League                                | Baseball            | Egyesült Államok                                                 | 2005      |          | 561     | 1 038 333       | 1 851          | Frontier League |
| S-League                                       | Labdarúgás          | Szingapúr                                                        | 2008      | 12       | 198     | 365 233         | 1 844          | / Kallangroar.com |
| Orosz labdarúgó-bajnokság (harmadosztály)      | Labdarúgás          | Oroszország                                                      | 2006      |          | 1 311   | 2 215 310       | 1 690          | rsssf |
| USL 2nd Division                               | Labdarúgás          | Egyesült Államok (1 csapat Bermudán)                             | 2005      |          | 90      | 144 027         | 1 600          | kenn.com |
| Azeri labdarúgó-bajnokság (első osztály)       | Labdarúgás          | Azerbajdzsán                                                     | 2006-07   | 13       | 144     | 225 216         | 1 564          | [ 30 ] |
| Super 10 (Italian premiership)                 | Uniós rögbi         | Olaszország                                                      | 2006-07   |          | 94      | 135 708         | 1 443          | Official site Archiválva 2008. december 9-i dátummal a Wayback Machine-ben |
| Superpesis                                     | Pesäpallo           | Finnország                                                       | 2008      | 12       | 144     | 206 441         | 1 434          | |
| Prva makedonszka Futbalszka Liga               | Labdarúgás          | Macedónia                                                        | 2006-07   | 12       | 198     | 280 764         | 1 418          | [ 30 ] |
| Allsvenskan                                    | Bandy               | Svédország                                                       | 2007-08   |          | 112     | 150 528         | 1 344          | |
| Florida State League                           | Baseball            | Egyesült Államok                                                 | 2005      | 12       | 810     | 986 771         | 1 218          | and official site for number of games |
| Landsbankadeildin                              | Labdarúgás          | Izland                                                           | 2007      |          | 90      | 119 644         | 1 329          | Archiválva 2011. július 28-i dátummal a Wayback Machine-ben |
| PrvaLiga                                       | Labdarúgás          | Szlovénia                                                        | 2008-09   |          | 180     | 215 820         | 1 199          | [ 30 ] |
| Montenegrói labdarúgó-bajnokság (első osztály) | Labdarúgás          | Montenegró                                                       | 2008-09   |          | 110     | 115 720         | 1 052          | [ 30 ] |
| Skót labdarúgó-bajnokság (harmadosztály)       | Labdarúgás          | Skócia                                                           | 2007-08   | 10       | 180     | 173 158         | 962            | Football365.com |
| Appalachian League                             | Baseball            | Egyesült Államok                                                 | 2005      | 10       | 334     | 311 484         | 933            | and official site for number of games |
| A Lyga                                         | Labdarúgás          | Litvánia                                                         | 2008      | 8        | 112     | 102 928         | 919            | [ 30 ] |
| Shikoku-Kyūshū Island League                   | Baseball            | Japán                                                            | 2009      | 6        | 240     | 187 680         | 782            | |
| National League Two                            | Ligarögbi           | Anglia                                                           | 2006      | 12       | 132     | 86 173          | 653            | |
| National Division Two                          | Uniós rögbi         | Anglia                                                           | 2008-2009 | 14       | 185     | 97 037          | 525            | |
| Skót labdarúgó-bajnokság (negyedosztály)       | Labdarúgás          | Skócia (1 klub Angliában)                                        | 2007-08   | 10       | 180     | 87 220          | 485            | Football365.com |
| Rugby Union National League 3 (South)          | Uniós rögbi         | Anglia                                                           | 2008-09   | 14       | 192     | 70 323          | 366            | |
| Welsh Premier League                           | Labdarúgás          | Wales (1 klub Angliában)                                         | 2008-09   | 18       | 306     | 81 988          | 289            | Full 15 year history at welsh-premier.com (independent) |
| Rugby Union National League 3 (North)          | Uniós rögbi         | Anglia                                                           | 2008-09   | 14       | 190     | 43 454          | 229            | |